# Jacques Becker
Jacques Louis Thomas Becker, född 8 juli 1906 i Paris, död 21 februari 1960 i samma stad, var en fransk skådespelare, filmregissör och manusförfattare.

## Utmärkelser
Becker har bland annat vunnit Louis Delluc-priset 1949 för Möte i julinatt.

## Filmografi i urval
- 1932 – Boudu flyter förbi (roll)
- 1936 – Natthärbärget (roll)
- 1937 – Den stora illusionen (roll)
- 1938 – Människans lägre jag (roll)
- 1943 – Det hände på värdshuset (manus och regi)
- 1946 – Utflykt på landet (roll)
- 1947 – Två i Paris (regi)
- 1949 – Möte i julinatt (manus och regi)
- 1951 – Edvard och Caroline (regi)
- 1952 – Möte under stjärnorna (manus och regi)
- 1953 – Eskapad i Paris (regi)
- 1954 – Ali Baba och de 40 rövarna (manus och regi)
- 1954 – Grisbi – blod på guldet (manus och regi)
- 1958 – Montparnasse 19 (regi)
- 1960 – Hålet (manus och regi)